# Dichromia fascifera
Dichromia fascifera là một loài bướm đêm trong họ Erebidae.